# Требалате I (Рагуза)
Требалате I је насеље у Италији у округу Рагуза, региону Сицилија.
Према процени из 2011. у насељу је живело 58 становника. Насеље се налази на надморској висини од 464 м.